# Kévynn Nyokas
Kévynn Nyokas, né le 28 juin 1986 à Montfermeil (Seine-Saint-Denis), est un ancien handballeur français évoluant au poste d'arrière droit. Avec l'équipe de France, il est notamment champion d'Europe en 2014 et champion du monde en 2015.
Son frère jumeau, Olivier Nyokas, est également international français : si tous deux sont Champions du monde (en 2017 pour Olivier et en 2015 pour Kévynn), ils n'ont jamais évolué ensemble en équipe de France. En revanche, tous deux évoluent avec l'équipe de RD Congo à l'occasion du Championnat d'Afrique des nations 2022.

## Biographie
Son arrivée dans le milieu du handball se fait après une sensibilisation au collège (Dunoyer de Segonzac, en Essonne) . Il commence le handball avec son frère jumeau, Olivier, à l'ES Brunoy lors de la saison 2001-2002. Il est ensuite recruté par UMS Pontault-Combault HB qui évolue alors en deuxième division nationale. Mais c'est avec l'équipe réserve, qui évolue en pré-national, qu'il fait ses premiers pas dans le club. Lors de la saison 2004-2005, l'équipe réserve de Pontault-Combault accède à la N3 et c'est lors de cette année que Kévynn prend ses galons de titulaire. L'équipe 1 de Pontault accède à la première division à la fin de la saison 2004-2005, mais ce n'est pas avec cette équipe que Kévynn connaîtra les joies de la LNH.
En effet, Thierry Anti, entraineur du Paris Handball, le repère et l'enrôle pour son club en vue de la saison 2006-2007. Cette année marque l'entrée au centre de formation du Paris Handball, il y retrouve des joueurs tels que Nicolas Claire, Samuel Clementia ainsi que son frère jumeau Olivier Nyokas. Lors de cette saison 2006-2007, Kévynn gagne le championnat de N3 avec l'équipe réserve du Paris Handball, ainsi que le tournoi des centres de formation de toutes les équipes de la LNH. Le Graal viendra lors de la fin de saison 2006-2007 en intégrant le groupe professionnel pour y disputer la finale de la Coupe de France 2007, trophée qu'il raflera en compagnie de son frère. Après cette victoire, Kévynn joue de plus en plus avec l'équipe 1 de Paris et apprend aux côtés de joueur tels que Olivier Girault, Cédric Sorhaindo, Ibrahima Diaw... Pour l'année 2007-2008, Kévynn et son équipe se hissent, une nouvelle fois en finale de la Coupe de France, mais le trophée leur échappera en étant battu par le Montpellier Agglomération Handball.
À l'aube de la saison 2007-2008, Kévynn prend une place de titulaire et enchaîne les bonnes prestations, mais un tournant dans sa jeune carrière survint lors d'un match de championnat contre le HBC Nantes. Le verdict est sans appel, rupture du tendon d’Achille gauche et fin de saison pour Kévynn, alors en pleine ascension. En plus de cette blessure, Paris finit le championnat 2008-2009 à la 13e place et est relégué en Division 2 à l'issue de cette saison noire.
Pour son retour à la compétition, début septembre 2009, Kévynn découvrira un nouveau championnat, celui de deuxième division. La saison 2009-2010 se passe très bien pour Kévynn et son club du Paris Handball. En effet, ils finissent la saison à la première place et remporte ce championnat de Division 2. Kévynn écrit une nouvelle ligne à son palmarès. Malheureusement, Kévynn ne regoûtera pas aux joies de la LNH tout de suite, car en pleine préparation d'avant-saison (lors d'un match du challenge Caraty), il se blesse de nouveau gravement, rupture du tendon d’Achille, mais cette fois-ci à l'autre pied. Kévynn refoule les parquets début mars 2011 et marque son retour, contre Toulouse, avec un match à 11 buts. Il ne s’arrêtera plus et sera constant dans ses performances jusqu'à la fin de saison. Saison compliquée pour son club qui lutte pour le maintien jusqu'au bout de la saison, la délivrance surgira après une ultime victoire contre le club de Tremblay-en-France... Le Paris Handball évite ainsi une nouvelle descente à l'échelon inférieur.
Après cette lutte acharnée pour garder sa place en LNH, une excellente nouvelle tombe : il est dans le groupe des remplaçants pour le stage de l'équipe de France en Argentine, joli pied de nez au destin après deux ruptures du tendon d'Achille. Ses performances et sa constance, lors des derniers mois de compétition, sont remarquées. Le forfait de Xavier Barachet lui permet ainsi de participer à cette tournée et le 8 juin 2011, il connait sa première sélection avec les Experts et inscrit son premier but en bleu.
La saison 2011-2012 est spéciale car son frère jumeau Olivier a rejoint l'US Créteil et ainsi, pour la première fois, ils doivent s'affronter. Le premier duel tourne à l'avantage d'Olivier avec son club de Créteil. La saison se poursuit et Kévynn Nyokas lutte avec son club du Paris Handball pour rester hors de la zone de relégation. Malgré ce début de saison médiocre pour son club, Kévynn Nyokas rayonne et s'envole pour l'Euro 2012 avec les Experts. Certes, il ne jouera aucun match officiel dans la compétition, mais la porte lui est ouverte et c'est l'occasion pour lui d'apprendre aux côtés de légendes vivantes du Handball. En plus de cette magnifique expérience, le géant du handball français Montpellier, s'intéresse à lui et le fait signer pour 3 saisons à compter de la saison 2012-2013, signe d'une progression constante, malgré les obstacles. Cela sera ses deux seules éclaircies de la saison. En effet, le Paris Handball erre dans les bas-fonds du classement et Kévynn se blesse à la cuisse et sera tenu éloigné des parquets pendant plusieurs semaines. Son club se sauve in-extremis lors de l'ultime minute de la dernière journée. Kévynn revient doucement et fait partie du groupe pré-sélectionné pour les J.O de Londres 2012 mais ne sera pas retenu par le sélectionneur.
À l'été 2012, le Montpellier AHB lui fait passer des tests médicaux en vue de sa signature, mais émet des réserves sur l’état physique du joueur et libère Kévynn de toutes contraintes contractuelles. Il rejoint dans la foulée le Chambéry Savoie Handball. Il évolue ainsi à la place de Xavier Barachet et découvre alors avec son nouveau club une nouvelle compétition, la Ligue des champions.
En 2014, il participe à sa première compétition internationale avec l'équipe de France à l'occasion du Championnat d'Europe 2014. Profitant des absences sur son poste de Barachet, Fernandez et Porte, il est titulaire lors du premier match face à la Russie où il est élu meilleur joueur français du match avec 9 buts inscrits sur 12 tirs tentés. S'il aura peu de temps de jeu dans la suite de la compétition, il marque les deux derniers buts de l'équipe de France lors de la finale face au Danemark, remportant ainsi le titre de champion d'Europe.
À l'été 2014, il quitte le club chambérien un an avant la fin de son contrat pour rejoindre la Bundesliga et le club de Frisch Auf Göppingen. Il se fait opérer en octobre 2015 de son genou droit qui l'éloigne des terrains pour trois mois, l'empêchant de pouvoir disputer le Championnat d'Europe 2016. En fin de saison, il est de retour pour le Final Four de la Coupe EHF 2015-2016 disputée à Nantes et qu’il remporte avec son équipe. 
Néanmoins, il ne reste pas à Göppingen et rejoint à l’intersaison le VfL Gummersbach.
Le 8 juin 2017, alors qu'il lui reste encore deux ans de contrat avec le club de Gummersbach il annonce, lors d'un entretien avec Olivier Girault dans l'émission "Experts & Confidences" sur BeIN Sports, qu'il a pris la décision d'arrêter sa carrière à seulement 30 ans, évoquant des difficultés à retrouver l'énergie qui le caractérise, après un retour difficile mais réussi à la suite de sa grave blessure au genou en 2015.
Début septembre 2018, il décide de reprendre sa carrière dans un championnat moins contraignant en signant un contrat avec le club portugais du Benfica Lisbonne,.
Après trois bonnes saisons au Portugal, il signe en 2021 avec son frère dans le club macédonien du Metalurg Skopje qui a bien l'intention de contester à nouveau la suprématie de son voisin, le Vardar. Mais ces ambitions tombent rapidement à l'eau puisque le Metalurg renonce à participer à la Ligue européenne et les deux frères rejoignent alors mi-septembre le rival du Vardar Skopje avec lequel ils réalisent un excellent début de saison.
À l'été 2022, tous deux évoluent avec l'équipe de RD Congo à l'occasion du Championnat d'Afrique des nations 2022,.

## Palmarès

### En club
Compétitions internationales
- Vainqueur de la Coupe de l'EHF (1) : 2016

Compétitions nationales
- Vainqueur de la Coupe de France (1) : 2007
  - Finaliste en 2008
- Vainqueur du Trophée des Champions (1) : 2013
  - Finaliste en 2012
- Vainqueur du Championnat de France de D2 (1) : 2010
- Vainqueur du Champion de France de N3 (1) : 2007
- Vainqueur du Championnat de Macédoine du Nord (1) : 2022
- Vainqueur de la Coupe de Macédoine du Nord (1) : 2022

### En équipes nationales
France
- 1re sélection le 8 juin 2011 contre  Argentine
- Médaille d'or au Championnat d'Europe 2014 au  Danemark
- Médaillé d'or au Championnat du monde 2015 au  Qatar

 RD Congo
- 1re sélection le 11 juillet 2022 contre  Sénégal[réf. nécessaire]
- Participation au Championnat d'Afrique des nations 2022 en  Égypte